# Buenos Aires (film)
A Buenos Aires (eredeti cím: Ciudad en celo, angol cím: City in Heat) 2007-ben bemutatott argentin romantikus tragikomédia. Rendezője Hernán Gaffet.
Magyarországi bemutató: 2008. április 23. (tv-premier)
A nagyvárosi környezetben játszódó történet olyan értékeket mutat be, mint a barátság, a szeretet és a szolidaritás.

## Cselekménye
Buenos Airesben egy kis Garllington bar nevű kávézóban hosszú idő után négy, negyven év körüli barát találkozik, három férfi és egy nő. Egy ötödiket is várnak, de ő nem érkezik meg. Hamarosan megtudják, hogy barátjuk öngyilkos lett. Ez az esemény újra összehozza őket és valamennyiüknél új kapcsolatok kezdenek kialakulni.
A négy barát egyike forgatókönyv-író, akit megcsalt a felesége, ezért frissen elvált. Szakállas barátja képkeretező. Harmadikuk a kávézó tulajdonosa, és kicsit idősebb náluk. A negyedik egy tangóénekes nő.
A környéken kószáló hajléktalan asszony pénzt kér az írótól, ő pedig meghívja egy szendvicsre, közben elmagyarázza neki, hogy mi is a „mozi”. A kissé lökött nő többször visszatér hozzá.
A képkeretező megvéd egy nőt, akit kiraboltak az után, és a temetőben megismerkedik egy nővel, aki nem adja meg az elérhetőségét, később azonban mégis jelentkezik.
A tulaj szintén megvéd egy nőt, akit egy férfi a kávézóban bántalmaz. Az énekesnő korábban az író és a képkeretező szerelme volt, de kissé eltávolodott tőlük.
A kávézóban egy időpontra beszélnek meg találkozót az új párok, hogy jobban megismerjék egymást. Ugyanekkor egy elkeseredett férfi egy pisztollyal arra kényszeríti a pénztárost, hogy adja át a bevételt. Ez az esemény hatással van a párokra, többen felfedik addig titkolt érzelmeiket. A férfit lefegyverzik (közben egy lövés eldördül), majd szabadon engedik. A szomszédok által kihívott rendőrség már csak békésen táncoló párokat lát.

## Szereposztás
- Daniel Kuzniecka – Sergio, forgatókönyv-író
- Viviana Saccone – Esther
- Nuria Gago – Inés
- Adrián Navarro – Marcos, képkeretező
- Dolores Solá – Valeria, tangóénekesnő
- Claudio Rissi – „Duke”, a kávéház tulajdonosa (nevét Duke Ellington után vette fel, mert szereti a zenéjét)

## Díjak, elismerések
- 2006: Valladolid International Film Festival – „legjobb új rendező”: Hernán Gaffet

## Külső hivatkozások
- A film 1,5 perces részlete (spanyolul)